# 多脉寄生藤
多脉寄生藤（学名：Dendrotrophe polyneura），为檀香科寄生藤属下的一个种。

## 扩展阅读
維基物種上的相關：多脉寄生藤